# Língua mandinga
O mandinga (mandinka) é uma língua africana do grupo mandê dentro da família linguística das línguas nigero-congolesas. É falada por 1,2 milhão de pessoas no Senegal, Gâmbia (onde é a língua principal), e Guiné-Bissau. 
Se assemelha muito à língua bambara.

## Vocabulário
Algumas palavras mandinga são emprestadas do inglês como por exemplo bukoo (de book, livro) ou tabuloo (table, mesa). Diretamente do árabe deriva a saudação mandinga: Salaamalekum (a paz esteja contigo) e muitas outras palavras de cunho religioso pois o Islã é maioritário nesta etnia.

## Ortografia

### Escrita
- Atualmente o alfabeto latino é o oficial apesar de também ser utilizado o alfabeto árabe que é o tradicional. *Algumas vezes utiliza-se o alfabeto n’ko inventado em 1949 para ser usado em todas as línguas mandê. Essas escritas são mais usadas no nordeste da Guiné e nas comunidades das fronteiras com Mali e Costa do Marfim.
- As vogais são pronunciadas como nas línguas italiana e espanhola.
- As vogais são as de abertura simples a,e,i,o,u que podem ser longas e então se escrevem repetidas, por exemplo: baabaa (papa) ou teerimaa (amigo).
- Algumas palavras mudam de significado dependendo se pronunciam-se com vogal longa ou curta.
- Não se usam as consoantes v, x, z, q e g.
- A letra c pronuncia-se como "tch" em português.
- A letra especial ŋ pronuncia-se como "ng" e o ñ como "nh".
- Na escrita árabe não há letras adicionais (exceto, em casos raros, de uma marca vogal extra para  e), mas algumas letras são pronunciadas de forma diferente da língua árabe.

### Letras
As consoantes Latinas e Árabes se apresentam a seguir:
| Árabe   | ا           | ع                 | ب    | ت | ط | ض | ج    | ه | ح | خ | د | ر | س | ش      | ص | ث | ظ | ڢ | ل | م | ن       | و | ي | ك    | لا |
| Latinas | ('), aa, ee | (', with madda ŋ) | b, p | t | t | t | c, j | h | h |   | d | r | s | s (sh) | s | s | s | f | l | m | n, ñ, ŋ | w | y | k, g | la |

Letras em itálico geralmente não são usadas em palavras mandingas.   ه (h) pode ser também usada para representar oclusiva glotal final, sem notação na escrita latina. A letra ŋ da escrita latina é frequentemente indicada com sinais vogais na escrita árabe – ver a seguir.
As vogais se veem a seguir (diacríticos são colocados acima ou sob a consoante Árabe):
| Árabe                                    | ـَ              | ـِ                    | ـُ           | ـْ                    | ـִ                | ـً                    | ـٍ                          | ـٌ                | ـَا | ـِي | ـُو     |
| Latina                                   | a, e           | i, e, ee             | o, u        | (sem vogal a seguir) | e                | aŋ, eŋ               | iŋ, eeŋ, eŋ                | oŋ, uŋ           | aa | ii | oo, uu |
| nomes Mandinga para as marcas em Árabes: | sira tilidiŋo; | sira tilidiŋo duuma; | ŋoo biriŋo; | sira murumuruliŋo;   | tambi baa duuma; | sira tilindiŋo fula; | sira tilindiŋo duuma fula; | ŋoo biriŋo fula. |    |    |        |

Além disso, um pequeno Nº 2 Árabe (۲) pode ser usado para indicar reduplicação, e o hâmeza pode ser usado como em Árabe para indicar mais precisamente oclusivas glotais.